# Alexis Valbrun
Alexis Louis Léon Valbrun, né à Paris le 3 janvier 1803 et mort dans cette même ville le 2 mars 1852 , est un artiste peintre français, élève de Nicolas Gosse et d'Antoine-Jean Gros. Il est connu pour ses portraits de personnages célèbres et ses scènes religieuses.

## Biographie
Alexis Louis Léon Valbrun est le fils d’Alexandre Valbrun, artiste, et de Cécile Morisot, dont le frère Tiburce est le grand-père de Berthe Morisot. Orphelin dès l’âge de deux ans, il est probablement recueilli par les Rossignol, famille côté maternel. Son parrain est le ténor Louis Nourrit et sa marraine Adèle Dupuis, célèbre comédienne de l'époque.
Il est l’élève de Nicolas Gosse et de Antoine-Jean Gros et entre à l’Académie des beaux-arts le 6 mai 1817. En 1825, il épouse à l'âge de vingt et un ans à Paris, Marie Louise Rossignol (1801-1833), sa petite cousine, avec qui il a cinq enfants. Il se marie une seconde fois, à l'âge de trente et un ans, le 3 avril 1834 à Paris avec Louise Hortense Dubuisson (1811-1861), avec qui il a huit enfants.

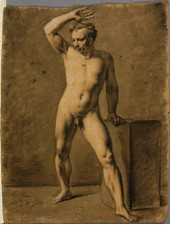
Académie d'homme nu, 1820, École des beaux-arts de Paris.

Il est sélectionné pour participer au Grand prix de Rome en 1824, où il peint La mort d'Alcibiade, puis en 1826 et expose au Salon du Louvre en 1831, 1837, 1838, 1839 et 1843. Il est ami d’Horace Vernet, parrain d’un de ses fils. La fin de sa vie semble s’être déroulée dans la misère, comme l'atteste un article de Philibert Audebrand en 1892 dans lequel il décrit Alexis Valbrun comme « un homme de taille moyenne, de figure pâle et émaciée. Il souffrait grandement d’un eczéma qui s’étendait, paraît-il jusque sur l’épine dorsale. Très pauvre, il travaillait pourtant sans se plaindre, pour subvenir au besoin d’une famille assez nombreuse. ». Le 30 août 1843, une procédure est ouverte contre lui par le propriétaire de l’atelier dans lequel il peint, César Dywrande, pour des loyers non payés. Il meurt le 2 mars 1852, à Paris.
Plusieurs de ses fils partent à Lille et à Bruxelles, pour y faire carrière dans la peinture de décors de théâtre. Trois de ses petits-fils, Lucien, Léon et Georges, réaliseront la maquette de la cathédrale Notre-Dame-de-la-Treille de Lille, encore visible dans la nef.
En 1853, sa veuve reçoit une pension de 300 francs du comité des beaux-arts. Un de ses fils, probablement Louis, est placé chez un négociant.

## Son œuvre
L’œuvre parvenue jusqu’à nous se décompose en trois catégories : les portraits de personnalités contemporaines, les œuvres religieuses, et les œuvres décoratives pour l’ancien opéra de Paris, l’Opéra national et le Théâtre-Français.

### Les portraits
- Portrait de Sophie Dawes[9], 1830, huile sur toile (130x91), Chantilly, musée Condé, donation en 1975 de madame Hentsch, son arrière-petite nièce.
- Portrait de Jules Armand Louis de Rohan[10], 1836, huile sur toile, château de Sychrov, Tchéquie
- Portrait de Philippe V, roi d'Espagne, conservé à Versailles. Copie d'après un original de Miguel Jacinto Melendez, commandé par Louis Philippe, roi de France, pour le musée historique de Versailles en 1838[11]
- Portrait de la Duchesse de Rovigo[7]
- Louis Toussain de Brancas[12], des comtes de Forcalquier, marquis de Céreste, diplomate, maréchal de France. Copie, huile sur toile (0,79x0,63), Avignon, musée Calvet
- André Baptiste de Brancas, des comtes de Forcalquier, marquis de Céreste, Avignon, musée Calvet

Œuvres d'Alexis Valbrun
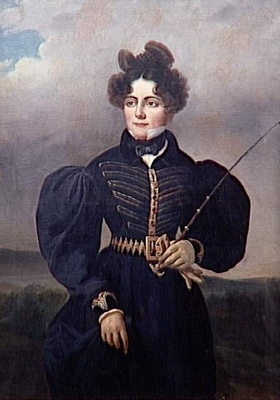
Sophie Dawes, Chantilly, musée Condé.
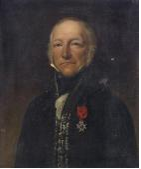
Portrait d'homme, 1830[13].
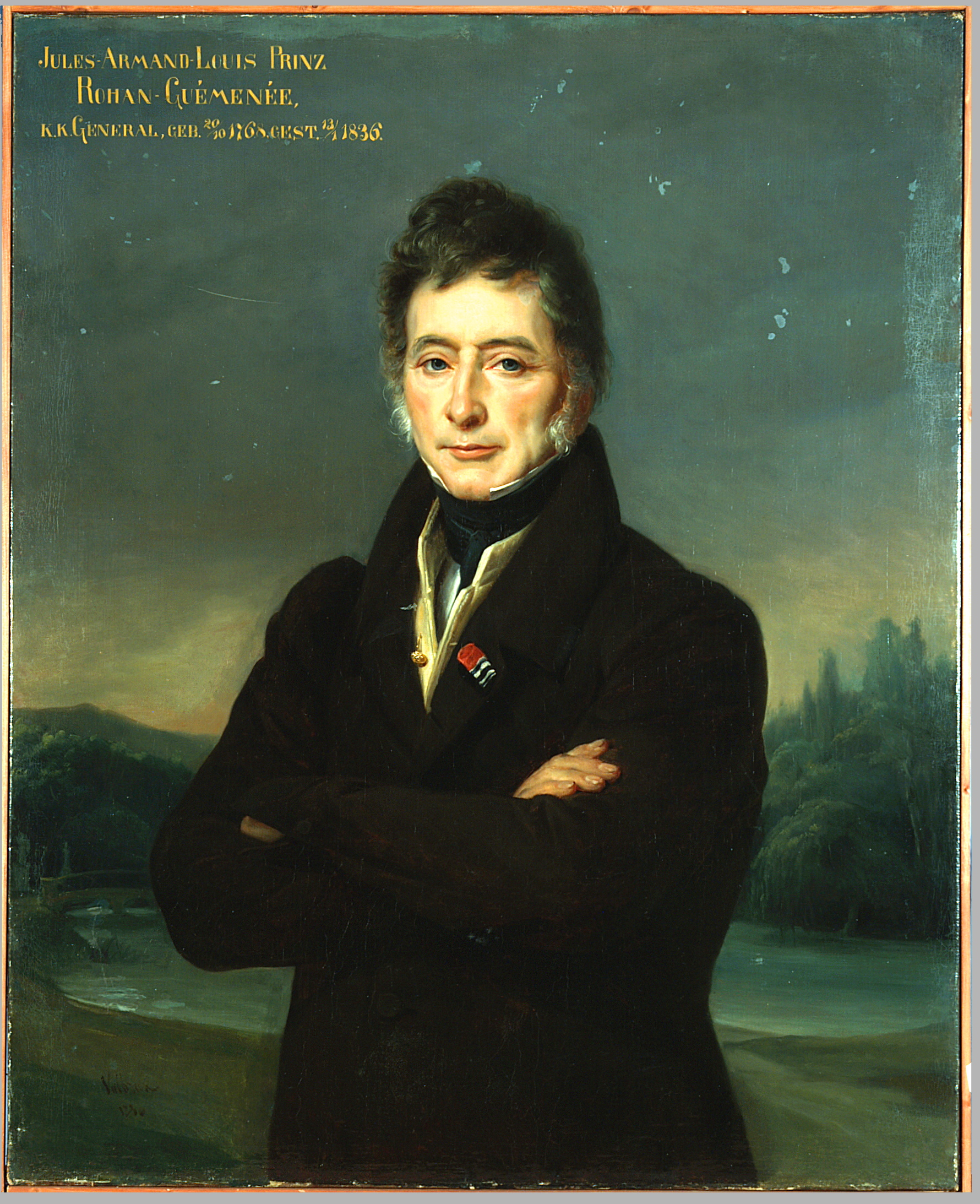
Jules Armand Louis Prince Rohan-Guéménée (1836), château de Sychrov (Tchéquie)
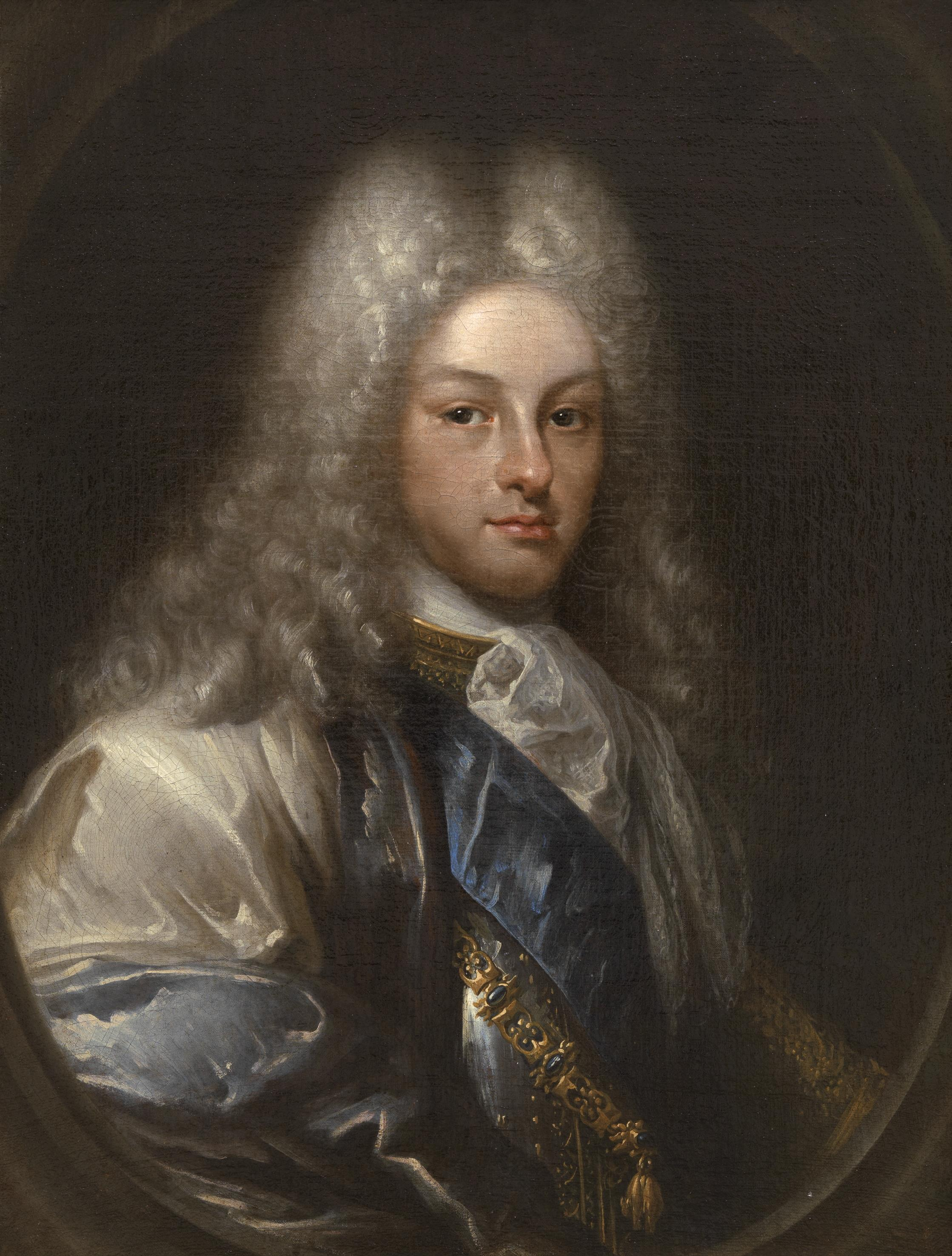
Philippe V d'Espagne, d'après Melendez, château de Versailles.
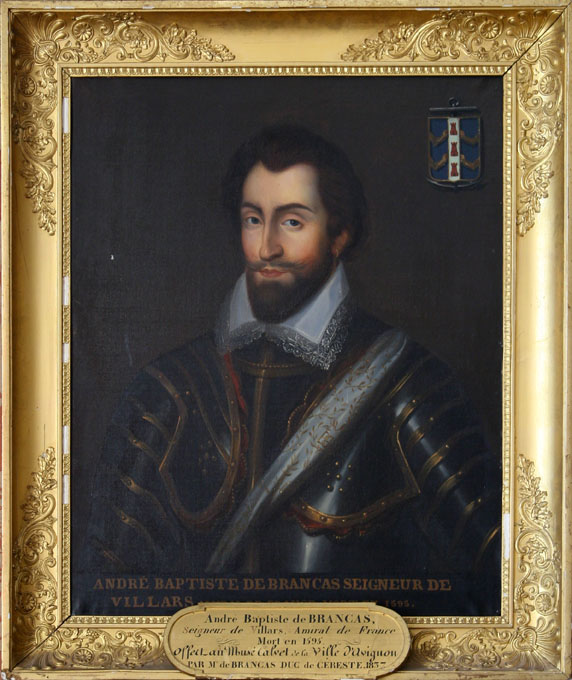
André Baptiste de Brancas, Avignon, musée Calvet.
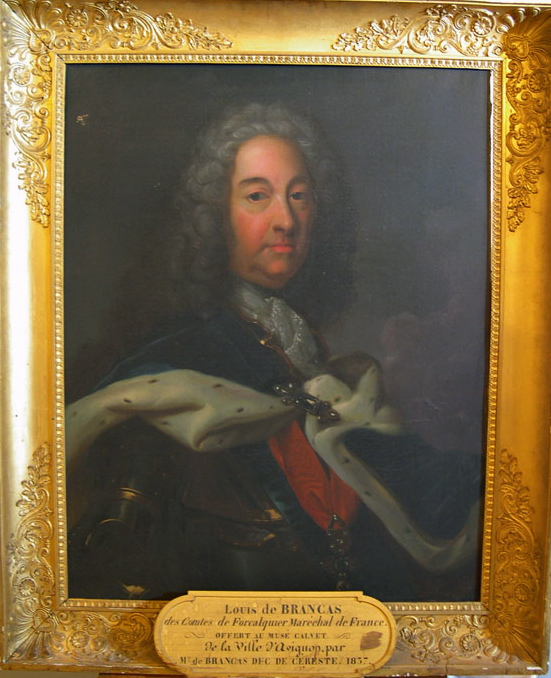
Louis de Brancas, Avignon, musée Calvet.

### Les œuvres religieuses

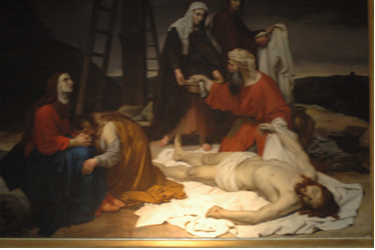
La Déploration, 1839, église Notre-Dame-du-Marthuret, Riom.

- L'Adoration des bergers, exposé au Salon du Louvre en 1837[14],[15]
- La Tentation de Notre Seigneur, exposé au Salon du Louvre en 1838[16]
- Jésus Christ guérissant un aveugle, en 1838
- La Déploration, huile sur toile (272x356), 1839, restaurée en 1996, conservée dans l'église paroissiale Notre-Dame-du-Marthuret, à Riom, aussi appelée Jésus descendu de la Croix
- La Mort de Saphira[17], exposé au Salon du Louvre en 1843[18], acheté par le ministère de l'Intérieur, pour être exposé au musée des beaux-arts de Saint-Lô. Cette toile a disparu lors des bombardements de la Seconde Guerre mondiale.
- Le Christ[19], d'après Pierre Paul Prud'hon, commandé en 1848 par le ministère de l'intérieur, pour être exposé dans l'église de Poil, alors dans la commune de Laroche[20] (Nièvre)
- St Pierre de Luxembourg[21], cardinal de Metz, commandé en 1849 par le ministère de l'intérieur, pour être exposé dans l'église Notre Dame de Roubaix

### Les décors et plafonds
À la fin de sa vie, à partir de 1838, il se consacre à la peinture de décors et plafonds d'églises, opéras et théâtres parisiens.
- En novembre 1838, il termine la peinture des plafonds du théâtre de la Renaissance, peignant des figures allégoriques et mythologiques dans des cartouches ovales[22].
- En 1843, il termine au mois d'octobre la peinture des plafonds du Théâtre-Français en compagnie de Nicolas Gosse, en vue de l'inauguration prévue le 20 du même mois[23].
- Il participe à la peinture des décors et plafonds de l'ancien opéra de Paris et de l'Opéra national[24].
- Il peint la fresque Le Christ au milieu des enfants dans la chapelle des catéchismes de l'église Sainte-Marguerite, rue Saint-Bernard[25].
- Il a également participé à la peinture des plafonds de l'Académie royale, dont « Orphée présentée à Apollon. Rayonnant parmi des dieux de l’Olympe, les principaux musiciens de l’Antiquité et de l’âge moderne, depuis Pan jusqu’à Auber, depuis le berger Tityre jouant de la flûte avec le nez jusqu’au divin Rossini simplement vêtu de son paletot »[26].